# Мусин, Баграм Мусинович
Баграм Мусинович Му́син (1 октября 1906, Акмолинская область (ныне район Шал Акына Северо-Казахстанской области) — 1978) — советский зоотехник.

## Биография
Кандидат наук (1936). Член ВКП(б).
Окончил кафедру зоотехнологии Алма-Атинского ветеринарного института (1932) и аспирантуру при ней (1935). С 1936 года работал научным сотрудником по выращиванию скота в НИИ. По состоянию на 1951 год - старший научный сотрудник Института животноводства Казахского филиала ВАСХНИЛ. Затем НИИ назывался Казахский институт животноводства.
Сочинения:
- Балкашинский племенной совхоз [Текст] : [Акмолин. обл.] / Б. М. Мусин, Б. В. Бай. - Москва : Сельхозгиз, 1953. - 80 с. : ил.; 20 см. - (Передовой опыт в сельском хозяйстве).
- Нагул и откорм крупного рогатого скота в Казахстане [Текст] / А. В. Ланина, Б. М. Мусин. - Алма-Ата : Казгосиздат, 1958. - 46 с. : ил.; 20 см.
- Казахская белоголовая [Текст] / Н. З. Галиакберов, М. Ф. Гордиенко, Б. М. Мусин. - Алма-Ата : Каз. гос. изд-во, 1952. - 100 с. : ил.; 20 см.
- Казахская белоголовая порода [Текст] / Н. З. Галиакберов, Б. М. Мусин, А. Г. Яковлев. - Алма-Ата : Кайнар, 1967. - 24 с. : ил.; 17 см.

## Награды и премии
- заслуженный зоотехник Казахской ССР
- Сталинская премия первой степени (1951) — за выведение новой породы крупного рогатого скота «Казахская белоголовая»
- орден Красной Звезды (23.5.1944)
- орден Трудового Красного Знамени
- медали[1]